# Marek Zúbek
Marek Zúbek, né le 5 août 1975 à Žilina, est un joueur de football international tchèque retraité depuis 2012. Il évoluait au poste de milieu de terrain et a disputé presque toute sa carrière dans son pays d'origine.

## Carrière
Marek Zúbek commence le football dans le petit club de TJ Modeta Jihlava en 1981. Après un an, il s'inscrit au TJ Sokol Bedřichov qu'il quitte un an plus tard pour rejoindre l'école des jeunes du FC Boby Brno. Il effectue toute sa formation dans ce club et intègre l'équipe première au début de l'année 1994. En avril de cette année-là, il joue son premier match officiel. Il joue assez peu lors de ses deux premières saisons, devant se contenter d'un statut de remplaçant. Sa situation change lorsque le club nomme Karel Večeřa au poste d'entraîneur. Ce dernier lui donne sa confiance et lui offre une place de titulaire dans l'équipe. En 1996, il reçoit le trophée de meilleur talent au gala du Footballeur tchèque de l'année et est appelé pour la première fois en équipe nationale pour disputer le Tournoi Hassan II. L'année suivante, il se blesse sérieusement à la cheville et voit sa carrière internationale subitement interrompue.
Il continue à jouer pour son club jusqu'en 2003, quand il est prêté pour six mois au club belge du KFC Lommelse SK, à la lutte pour son maintien en première division. Malheureusement, le club est déclaré en faillite deux mois après son arrivée et il retourne dès lors à Brno, où il termine la saison. Son contrat prenant fin en 2004, il part gratuitement pour le FC Baník Ostrava, champion national en titre. Il commence la saison dans le onze de base mais les résultats ne sont pas à la hauteur des attentes de la direction, qui remplace l'entraîneur František Komňacký par Jozef Jarabinský, qui le retire de l'équipe. À la mi-saison, il retourne en prêt au 1. FC Brno pour six mois puis s'engage pour un an avec le FC Vysočina Jihlava.
En 2006, il signe un contrat de trois ans avec le FC Tescoma Zlín, où il devient titulaire. À la fin de son contrat, le club le laisse partir et il rejoint alors les rangs du SV Leobendorf, en Regionnalliga, la troisième division autrichienne. Après une saison, il part pour l'USV Scheiblingkirchen, en 2. Landesliga Ost, le cinquième niveau de la hiérarchie du football autrichien. En 2012, Marek Zúbek retourne en Tchéquie et joue encore six mois au Tatran Brno-Bohunice avant de mettre un terme à sa carrière de joueur.

## Sélections internationales
Marek Zúbek joue trois rencontres avec les moins de 18 ans en 1993. De 1994 à 1997, il dispute neuf matches avec les espoirs. En décembre 1996, il est appelé pour la première en équipe nationale A. Il dispute les deux rencontres que son pays joue lors du Tournoi Hassan II 1996 au Maroc et reçoit sa dernière cape en 1997. Après une sérieuse blessure à la cheville, il ne sera plus jamais appelé par les différents sélectionneurs nationaux.

## Statistiques
| Saison                | Club                  | Championnat           | Championnat | Championnat | Coupe(s) nationale(s) | Coupe(s) nationale(s) | Compétition(s) continentale(s) | Compétition(s) continentale(s) | Compétition(s) continentale(s) | Total | Total |
| Saison                | Club                  | Division              | M.          | B.          | M.                    | B.                    | Comp.                          | M.                             | B.                             | M.    | B.    |
| 1993-1994             | FC Boby Brno          | 1. Liga               | 8           | 0           | -                     | -                     | -                              | 0                              | 0                              | 8     | 0     |
| 1994-1995             | FC Boby Brno          | 1. Liga               | 21          | 2           | -                     | -                     | -                              | 0                              | 0                              | 21    | 2     |
| 1995-1996             | FC Boby Brno          | 1. Liga               | 17          | 1           | -                     | -                     | C4                             | -                              | -                              | 17    | 1     |
| 1996-1997             | FC Boby Brno          | 1. Liga               | 26          | 4           | -                     | -                     | -                              | 0                              | 0                              | 26    | 4     |
| 1997-1998             | FC Boby Brno          | Gambrinus Liga        | 22          | 0           | -                     | -                     | C3                             | -                              | -                              | 22    | 0     |
| 1998-1999             | FC Boby Brno          | Gambrinus Liga        | 27          | 0           | -                     | -                     | C4                             | -                              | -                              | 27    | 0     |
| 1999-2000             | FC Boby Brno          | Gambrinus Liga        | 28          | 0           | -                     | -                     | C4                             | -                              | -                              | 28    | 0     |
| 2000-2001             | FC Stavo Artikel Brno | Gambrinus Liga        | 29          | 0           | -                     | -                     | -                              | 0                              | 0                              | 29    | 0     |
| 2001-2002             | FC Stavo Artikel Brno | Gambrinus Liga        | 27          | 0           | -                     | -                     | -                              | 0                              | 0                              | 27    | 0     |
| 2002-2003             | 1. FC Brno            | Gambrinus Liga        | 23          | 1           | -                     | -                     | C4                             | -                              | -                              | 23    | 1     |
| Sous-total            | Sous-total            | Sous-total            | 228         | 8           | -                     | -                     | -                              | -                              | -                              | 228   | 8     |
| 2002-2003             | KFC Lommelse SK       | Jupiler League        | 5           | 0           | 1                     | 0                     | -                              | 0                              | 0                              | 6     | 0     |
| Sous-total            | Sous-total            | Sous-total            | 5           | 0           | 1                     | 0                     | -                              | 0                              | 0                              | 6     | 0     |
| 2003-2004             | 1. FC Brno            | Gambrinus Liga        | 26          | 0           | -                     | -                     | C4                             | -                              | -                              | 26    | 0     |
| Sous-total            | Sous-total            | Sous-total            | 26          | 0           | -                     | -                     | -                              | -                              | -                              | 26    | 0     |
| 2004-2005             | FC Baník Ostrava      | Gambrinus Liga        | 12          | 1           | -                     | -                     | C1+C3                          | 1+2                            | 0+0                            | 15    | 1     |
| Sous-total            | Sous-total            | Sous-total            | 12          | 1           | -                     | -                     | -                              | 3                              | 0                              | 15    | 1     |
| 2004-2005             | 1. FC Brno            | Gambrinus Liga        | 6           | 0           | -                     | -                     | -                              | 0                              | 0                              | 6     | 0     |
| Sous-total            | Sous-total            | Sous-total            | 6           | 0           | -                     | -                     | -                              | 0                              | 0                              | 6     | 0     |
| 2005-2006             | FC Vysočina Jihlava   | Druhá Liga            | 28          | 0           | -                     | -                     | -                              | 0                              | 0                              | 28    | 0     |
| Sous-total            | Sous-total            | Sous-total            | 28          | 0           | -                     | -                     | -                              | 0                              | 0                              | 28    | 0     |
| 2006-2007             | FC Tescoma Zlín       | Gambrinus Liga        | 15          | 1           | -                     | -                     | -                              | 0                              | 0                              | 15    | 1     |
| 2007-2008             | FC Tescoma Zlín       | Gambrinus Liga        | 27          | 2           | -                     | -                     | -                              | 0                              | 0                              | 27    | 2     |
| 2008-2009             | FC Tescoma Zlín       | Gambrinus Liga        | 16          | 0           | 2                     | 0                     | -                              | 0                              | 0                              | 18    | 0     |
| Sous-total            | Sous-total            | Sous-total            | 58          | 3           | 2                     | 0                     | -                              | 0                              | 0                              | 60    | 3     |
| 2009-2010             | SV Leobendorf         | Regionalliga Ost      | 27          | 1           | -                     | -                     | -                              | 0                              | 0                              | 27    | 1     |
| Sous-total            | Sous-total            | Sous-total            | 27          | 1           | -                     | -                     | -                              | 0                              | 0                              | 27    | 1     |
| 2010-2011             | USV Scheiblingkirchen | 2. Landesliga Ost     | -           | -           | -                     | -                     | -                              | 0                              | 0                              | 0     | 0     |
| 2011-2012             | USV Scheiblingkirchen | 2. Landesliga Ost     | -           | -           | -                     | -                     | -                              | 0                              | 0                              | 0     | 0     |
| Sous-total            | Sous-total            | Sous-total            | 20          | 3           | -                     | -                     | -                              | 0                              | 0                              | 20    | 3     |
| 2012-2013             | Tatran Brno-Bohunice  | Divize-D              | 7           | 0           | -                     | -                     | -                              | 0                              | 0                              | 7     | 0     |
| Sous-total            | Sous-total            | Sous-total            | 7           | 0           | -                     | -                     | -                              | 0                              | 0                              | 7     | 0     |
| Total sur la carrière | Total sur la carrière | Total sur la carrière | 417         | 16          | 3                     | 0                     | -                              | 3                              | 0                              | 423   | 16    |